# Булум
Булу́м (рос. Булум) — село у складі Олов'яннинського району Забайкальського краю, Росія. Адміністративний центр Булумського сільського поселення.

## Населення
Населення — 466 осіб (2010; 716 у 2002).
Національний склад (станом на 2002 рік):
- росіяни — 76 %